# Лутовня
Лутовня (рос. Лутовня) — присілок в Думіницькому районі Калузької області Російської Федерації.
Населення становить 0 осіб. Входить до складу муніципального утворення Село Чернышено.

## Історія
Від 2004 року входить до складу муніципального утворення Село Чернышено.

## Населення
| 2002 | 2010 |
| ---- | ---- |
| 3    | ↘0   |